# David Andres
David Andres (* 9. November 1984 in Saarbrücken) ist ein deutscher Kontrabassist, E-Bassist und Musikpädagoge.

## Leben und Wirken
David Andres begann im Alter von 6 Jahren Violoncello zu spielen und erhielt Unterricht bei Heidrun Mertes-Ernst und Wolfram Hertel. Im Jahr 1999 wechselte er zum E-Bass und spielte danach in der Landeschülerbigband des Saarlandes und dem Jugendjazzorchester Saar unter Leitung von Georg Ruby. In dieser Zeit begann er Kontrabass zu spielen.
2006 begann er an der Hochschule für Musik und Tanz Köln bei Marius Goldhammer, Dieter Manderscheid und Michael Gustorff das Studium der Instrumentalpädagogik und schloss es 2011 mit Auszeichnung ab.
Seit 2011 ist Andres als freiberuflicher Jazz-Musiker und Pädagoge tätig. Er ist fester Bassist des Filippa Gojo Quartett, Christine Corvisier Quintett, Oliver Maas Trio, Raphael Klemm Sextett, The Willit Blend. Also Pädagoge war er beim Jazzworkshop Trier (2009, 2010, 2011), Jazzworkshop Aachen (2016) tätig. Als Co-Leader ist er Teil des Duos „Deep Talk“ mit Lydia Schiller.
2014 gründete er mit weiteren Musikpädagogen zusammen das Lehrer-Kollektiv Improve Musikunterricht.
Als Gast spielte er Konzerte mit dem Sinfonie-Orchester des Saarländischen Rundfunks (2006) und dem Sinfonieorchester des WDR (2014, 2015). Als Aushilfe spielte er mit der WDR Bigband mit Gästen wie Bob Mintzer, Nils Wogram, Ack van Rooyen, Stefan Pfeifer-Galilea, Jocelyn Smith.
David Andres lebt und arbeitet in Köln.

## Diskographische Hinweise
- Christian Pabst Trio – Days of Infinity (2011 Challenge Records, mit Christian Pabst, Andreas Klein sowie Gerard Presencer)
- Darkensemble – Body with Drawing (2011, mit Blanka Pesja, Gal Aner, Christian Pabst, Andreas Klein)
- Oliver Maas Trio – Liegend (2012, Jazzsick Records, mit Oliver Maas, Patrick Hengst)
- Pia Fridhill Sextett – My Swedish Songbook (2012 Elkmusic, mit Pia Fridhill, Johannes Flamm, Stefan Michalke, Johannes Zink, Steffen Thormählen)
- Filippa Gojo Quartett – Nahaufnahme (2013 a-jazz, mit Filippa Gojo, Sebastian Scobel, Lukas Meile)
- The Willit Blend – The Rainbow’s End (2014 a-jazz, mit Benjamin Steil, Christoph Moschberger, Constantin Krahmer, Thomas Sauerborn)
- Christian Pabst Trio +7 – Song Of Opposites (2014, mit Christian Pabst, Kaspars Kurdeko, Claudia Valenzuela, Maria Sofia Espiga, Béa Andrés, Florian Sperzel, Bernard van Rossum, Lukas Jochner, Anna-Maria Nitschke)
- Christine Corvisier Quintett – Reconnaissance (2015 Unit Records, mit Martin Schulte, Sebastian Scobel, Thomas Sauerborn)
- Deep Talk - Drawing Lines (2018, mit Lydia Schiller)

## Auszeichnungen
- 2009: 1. Preis Amersfoort Jazz Talent Award (mit Christian Pabst Trio)
- 2011: 1. Preis Hot Jazz Spring 2011
- 2015: Neuer Deutscher Jazzpreis 2015 (mit Filippa Gojo Quartett)